# Scyphosyce manniana
Scyphosyce manniana là một loài thực vật có hoa trong họ Moraceae. Loài này được Baill. miêu tả khoa học đầu tiên năm 1875.